# Vytautas Juškus
Vytautas Juškus (ur. 16 lutego 1944 w Tolučiai koło Kielmów) – litewski inżynier, ekonomista i samorządowiec, w latach 2003–2007 burmistrz Szawli.

## Życiorys
W młodości pracował w fabryce telewizorów w Szawlach, której dyrektorem został w 1980. Rok wcześniej ukończył studia w Instytucie Politechnicznym w Kownie. Od 1987 do 1992 stał na czele Teatru Dramatycznego w Szawlach.
W 1990 przystąpił do Litewskiej Demokratycznej Partii Pracy, a w 1992 wybrano go do Sejmu z listy postkomunistów. Po odejściu z polityki ogólnokrajowej w 1996 wykonywał przez dwa lata obowiązki administratora Litewskiego Banku Handlowego w Szawlach. W 1997 zatrudniono go jako wykładowcę na Uniwersytecie Szawelskim, został m.in. doradcą rektora (1998–2001). W latach 2001–2003 kierował państwową inspekcją szkolną w rejonie szawelskim.
W 1997 uzyskał mandat radnego miejskiego w Szawlach, który utrzymywał w kolejnych wyborach z 2000, 2002, 2007 i 2011. W 2003 wybrano go burmistrzem miasta – urząd sprawował przez cztery lata. Był członkiem rady i zarządu litewskiego stowarzyszenia samorządowego.
Od 2001 był członkiem Litewskiej Partii Socjaldemokratycznej, wchodził w skład jej rady ogólnokrajowej. Kilkakrotnie bez powodzenia kandydował w wyborach parlamentarnych. Został także honorowym przewodniczącym litewskiej federacji hokeja na trawie. W 2019 ponownie został radnym Szawli, mandat uzyskał z listy Litewskiego Związku Rolników i Zielonych. W 2023 z powodzeniem ubiegał się o reelekcję z ramienia lokalnego komitetu.